# 埃爾塞胡爾灣

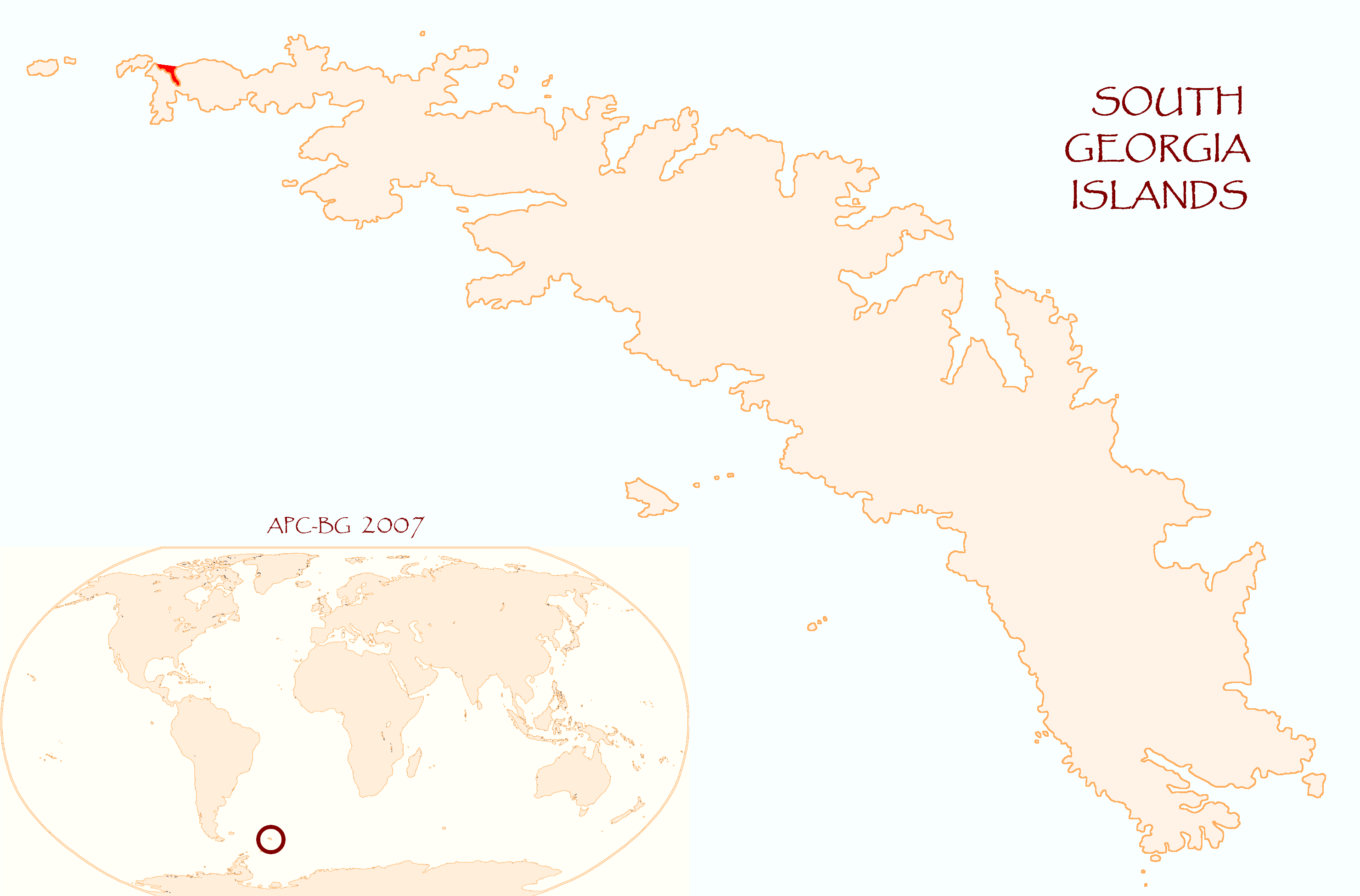
埃爾塞胡爾灣在南喬治亞島的位置

埃爾塞胡爾灣（英語：Elsehul）是英國海外領土南喬治亞與南桑威奇群島的海灣，位於南喬治亞島，普賴德角以西，寬0.8公里，由挪威的捕海豹者發現。